# Nicole Stott

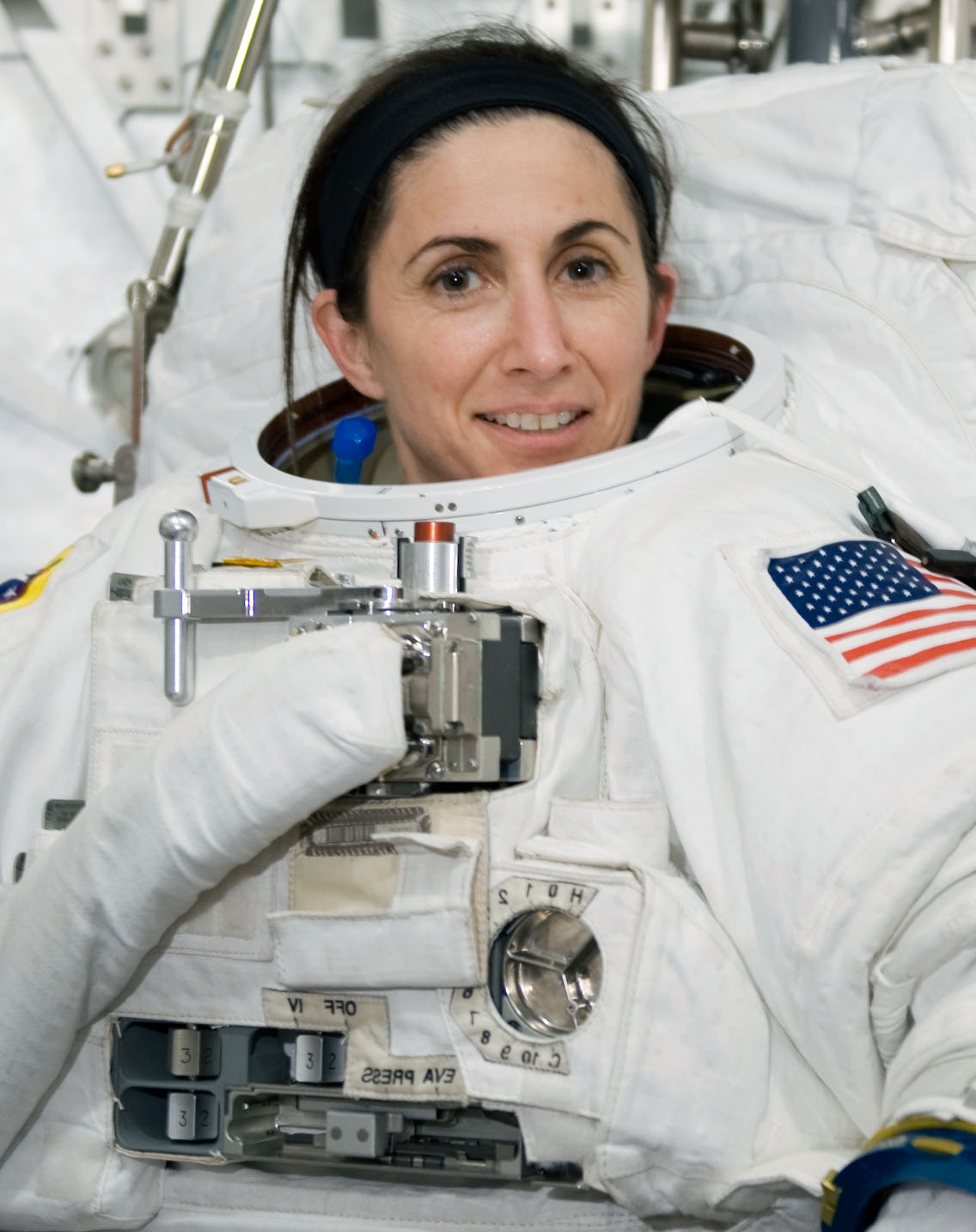
Nicole Stott (2009)

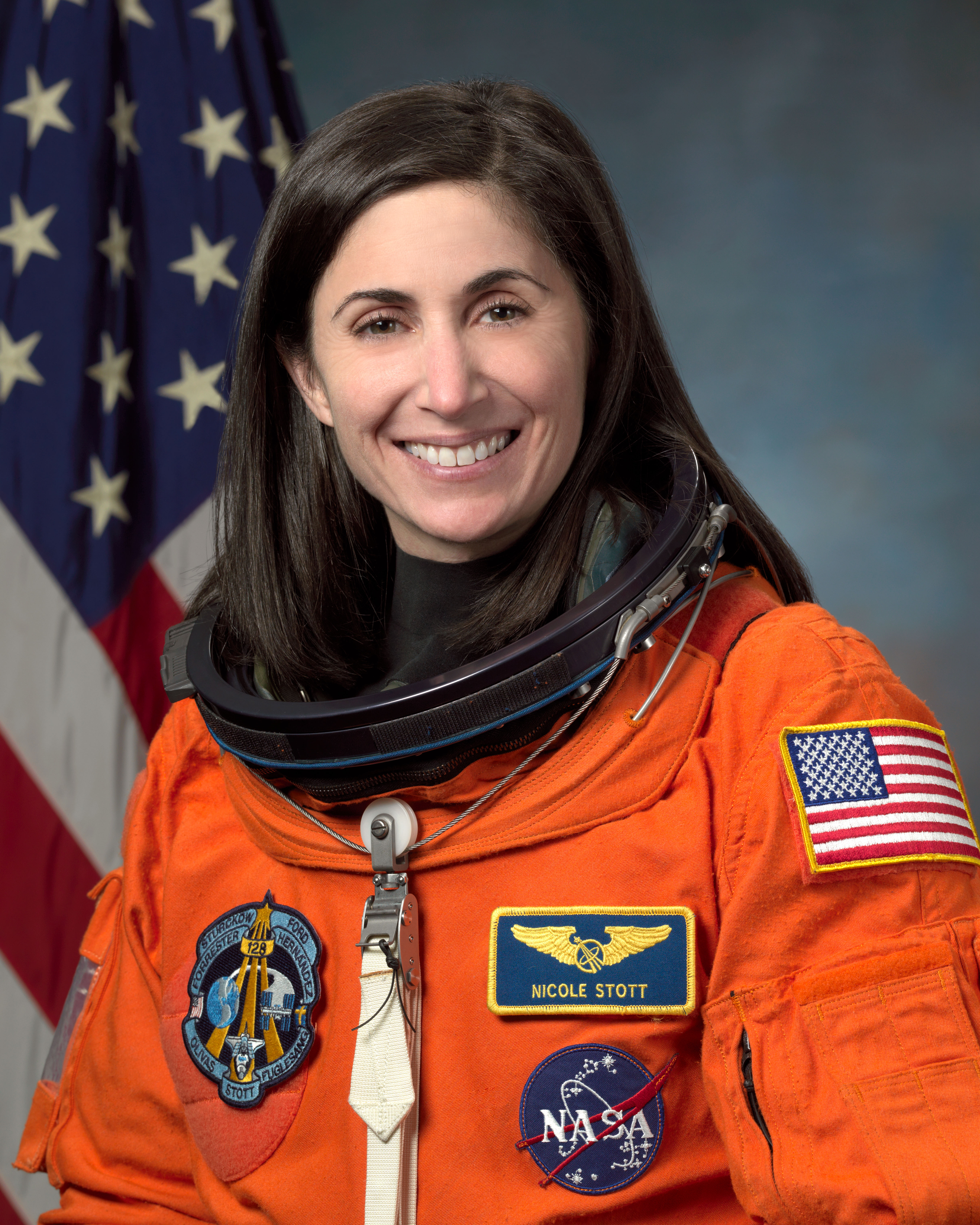
Nicole Stott (2009)

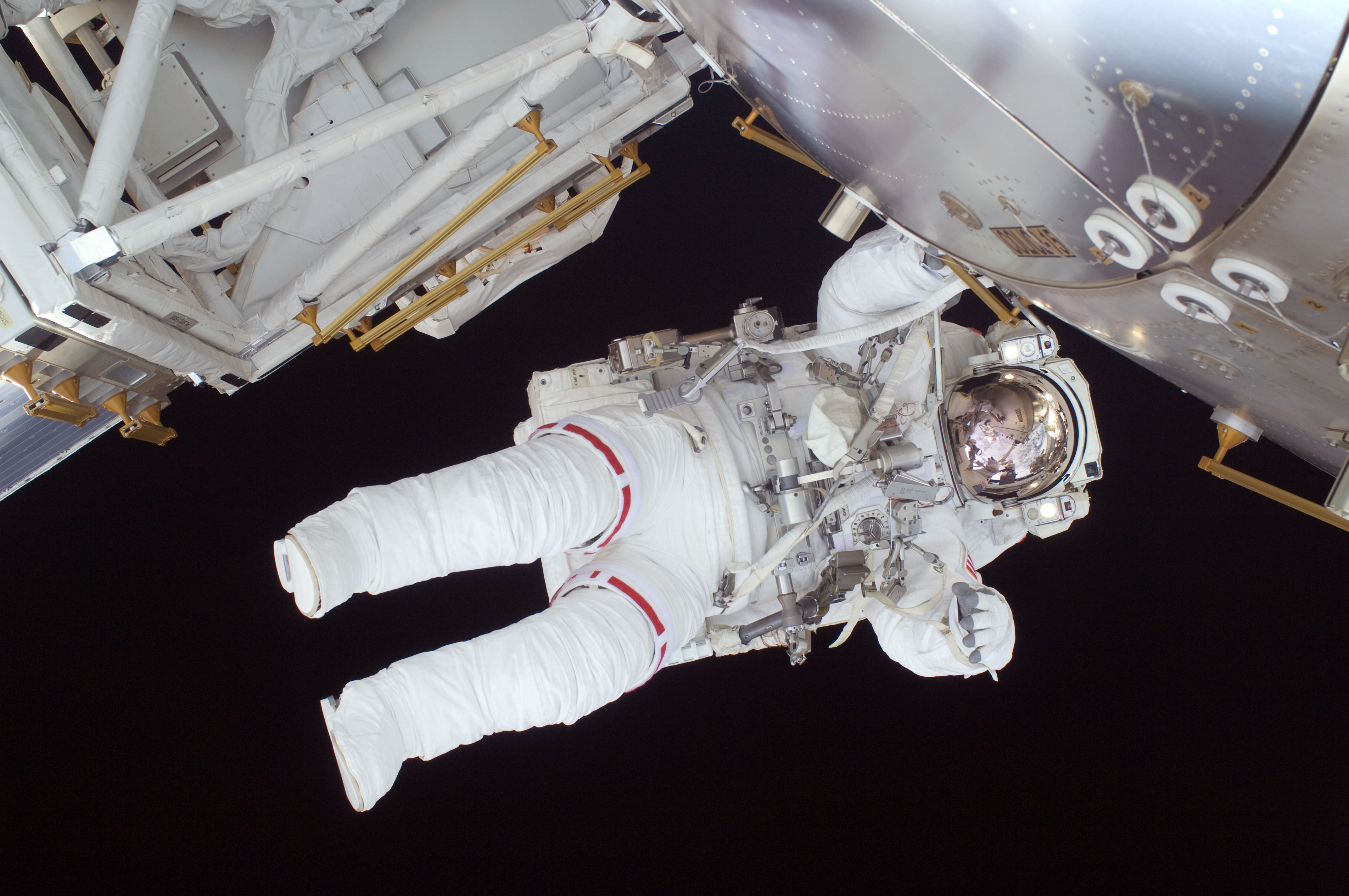
Nicole Stott podczas misji STS-128 – pierwszy spacer kosmiczny (EVA-1)

Nicole Marie Passonno Stott (ur. 19 listopada 1962 w Albany) – amerykańska inżynier, członek korpusu astronautów NASA.

## Wykształcenie oraz praca zawodowa
- 1980 – ukończyła Clearwater High School w Clearwater, stan Floryda.
- 1982 – została absolwentką Embry-Riddle Aeronautical University(inne języki) w Daytona Beach (Floryda), gdzie uzyskała licencjat z inżynierii lotniczej i kosmicznej.
- 1987 – w West Palm Beach (Floryda) rozpoczęła pracę jako inżynier w firmie Pratt & Whitney produkującej silniki lotnicze.
- 1992 – na University of Central Florida(inne języki) otrzymała tytuł magistra (zarządzanie projektami).

Posiada licencję pilota niezawodowego.

## Kariera astronauty i praca w NASA
- 1988 – rozpoczęła pracę w NASA w Centrum Kosmicznym im. Johna F. Kennedy’ego (Kennedy Space Center) jako inżynier w Orbiter Processing Facility (hangary, w których promy kosmiczne były przygotowywane do kolejnych startów).
- 1997 – po raz pierwszy podjęła próbę zakwalifikowania się do korpusu astronautów NASA podczas 17 naboru. Znalazła się w ponad 100-osobowej grupie finalistów, ale ostatecznie jej kandydatura została odrzucona.
- 1998 – rozpoczęła pracę w Centrum Lotów Kosmicznych imienia Lyndona B. Johnsona (Johnson Space Center) w Wydziale Operacji Lotniczych (Aircraft Operations Division). Pracowała jako inżynier samolotu treningowego STA (Shuttle Training Aircraft), zmodyfikowanego samolotu Grumman Gulfstream II(inne języki), będącego latającym symulatorem wahadłowca.
- 2000 – 26 lipca przyjęto ją do 18 grupy amerykańskich astronautów. W sierpniu w Johnson Space Center rozpoczęła przeszkolenie specjalistyczne. Podczas kursu poznała budowę Międzynarodowej Stacji Kosmicznej oraz promu kosmicznego.
- 2002 – zakończyła szkolenie i została skierowana do Biura Astronautów NASA do Station Operations Branch (wydział zajmujący się eksploatacją stacji kosmicznej).
- 2004–2005 – podczas lotu Ekspedycji 10 na pokładzie Międzynarodowej Stacji Kosmicznej Stott była w zespole astronautów wspierających oraz pełniła funkcję operatora łączności (CapCom).
- 2006 – od 26 do 28 stycznia uczestniczyła w teście na umiejętność przeżycia w przypadku awaryjnego lądowania na obszarach niezamieszkanych. W eksperymencie wzięli także udział Maksim Surajew z Rosji oraz astronauta NASA Timothy Kopra. Miał on miejsce w jednym z podmoskiewskich lasów. W kwietniu wzięła udział w podwodnej misji NEEMO 9 (NASA Extreme Environment Mission Operations) realizowanej przez NASA i Amerykańską Narodową Służbę Oceaniczną i Meteorologiczną (National Oceanic i Atmospheric Administration – NOAA) na pokładzie podwodnego laboratorium Aquarius. Przez 18 dni pracowała m.in. razem z astronautami: Ronaldem Garanem (NASA) i Dafyddem Williamsem (Kanada).
- 2007 – w lutym wyznaczono ją do załogi rezerwowej 17 ekspedycji na Międzynarodową Stację Kosmiczną[1].
- 2008 – w lutym oficjalnie potwierdzono włączenie jej do składu załogi STS-128[2].
- 2009 – 29 sierpnia na pokładzie promu kosmicznego Discovery wyruszyła w kierunku Międzynarodowej Stacji Kosmicznej. Pozostała na ISS w składzie 20 ekspedycji oraz 21 ekspedycji. Na Ziemię powróciła w listopadzie razem z załogą wyprawy STS-129.
- Stott została przydzielona do misji STS-133 na MSK – ostatniego planowanego lotu promu kosmicznego Discovery[3].
- Po swoim ostatnim locie przez rok była przedstawicielką Biura Astronautycznego przy programie komercyjnych lotów załogowych NASA w Kennedy Space Center, po czym wróciła do pracy w Centrum Lotów Kosmicznych imienia Lyndona B. Johnsona.

## Odznaczenia i nagrody
- NASA Distinguished Service Medal
- NASA Exceptional Achievement Medal
- NASA Space Flight Medal
- NASA Certificates of Commendation
- NASA Performance Awards
- NASA On-the-Spot Award
- KSC Public Affairs Certificate of Appreciation for Service
- Lockheed Certificate of Appreciation
- Medal „Za zasługi w podboju kosmosu” (2011, Rosja)[4]
- Universal Astronaut Insignia za lot orbitalny (nr 502) – Stowarzyszenie Uczestników Lotów Kosmicznych (Association of Space Explorers(inne języki))[5]

## Wykaz lotów
| Loty kosmiczne, w których uczestniczyła Nicole M. Stott                 | Loty kosmiczne, w których uczestniczyła Nicole M. Stott | Loty kosmiczne, w których uczestniczyła Nicole M. Stott | Loty kosmiczne, w których uczestniczyła Nicole M. Stott | Loty kosmiczne, w których uczestniczyła Nicole M. Stott | Loty kosmiczne, w których uczestniczyła Nicole M. Stott | Loty kosmiczne, w których uczestniczyła Nicole M. Stott |
| Lp.                                                                     | Data startu                                             | Statek kosmiczny                                        | Data lądowania                                          | Statek kosmiczny                                        | Funkcja                                                 | Czas trwania                                            |
| ----------------------------------------------------------------------- | ------------------------------------------------------- | ------------------------------------------------------- | ------------------------------------------------------- | ------------------------------------------------------- | ------------------------------------------------------- | ------------------------------------------------------- |
| 1                                                                       | 29 sierpnia 2009                                        | STS-128 Discovery F-37                                  | 27 listopada 2009                                       | STS-129 Atlantis F-31                                   | Specjalista misji, inżynier lotu ISS,                   | 90 dni 10 godzin 44 minuty i 46 sekund                  |
| 2                                                                       | 24 lutego 2011                                          | STS-133 Discovery F-39                                  | 9 marca 2011                                            | STS-133 Discovery F-39                                  | Specjalista misji                                       | 12 dni 19 godzin 3 minuty 51 sekund                     |
| Łączny czas spędzony w kosmosie – 103 dni 5 godzin 48 minut i 37 sekund |                                                         |                                                         |                                                         |                                                         |                                                         |                                                         |